# 帕莱 (塞纳-马恩省)
帕莱（法語：Paley，法語發音：[palɛ] ⓘ）是法国塞纳-马恩省的一个市镇，属于枫丹白露区。

## 地理
帕莱（48°14'30"N, 2°51'34"E）面积9.26 平方千米，位于法国法蘭西島大區塞纳-马恩省，该省份为法国北部内陆省份，北起瓦兹省，西接埃松省、马恩河谷省、塞纳-圣但尼省和瓦兹河谷省，南至卢瓦雷省，东南接约讷省，东临马恩省和奥布省，东北接埃纳省。
与帕莱接壤的市镇（或旧市镇、城区）包括：洛雷勒博卡日-普雷欧、吕南河畔楠托、勒莫维尔、维勒马雷沙勒。

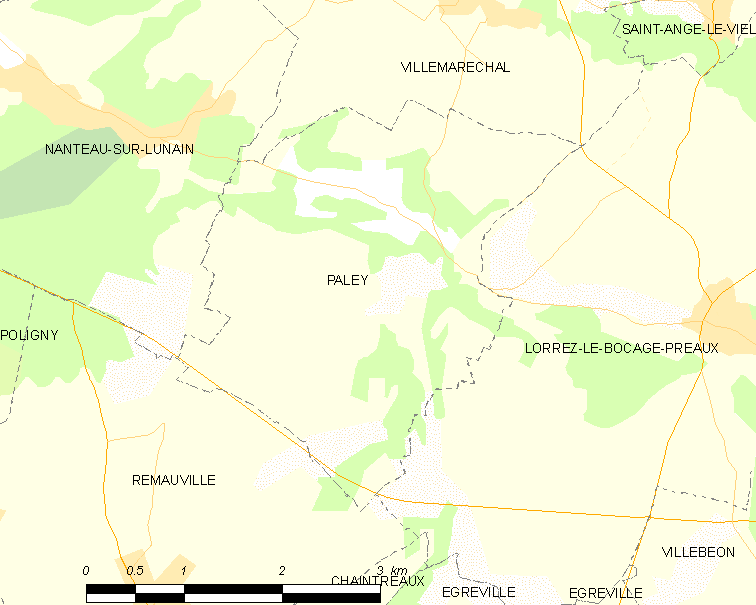
的OSM定位图

帕莱的时区为UTC+01:00、UTC+02:00（夏令时）。

## 行政
帕莱的邮政编码为77710，INSEE市镇编码为77353。

## 政治
帕莱所属的省级选区为讷穆尔县。

## 人口

1962-2008年间人口变化图示

帕莱于2022年1月1日时的人口数量为481人。